# Drezzo
Drezzo (lombardul: Drezz) település Olaszországban, Lombardia régióban, Como megyében. Lakosainak száma 1296 fő (2013. december 31.). Drezzo Faloppio, Parè, Ronago, Uggiate-Trevano, Chiasso és Ticino kanton községekkel határos.

## Népesség
A település lakossága az elmúlt években az alábbi módon változott:

| 2013 | 1 296 |